# إثميد الإتريوم الثلاثي
إثميد الإتريوم الثلاثي هو مركب كيميائي غير عضوي له الصيغة الكيميائية YSb.